# Luděk Pachman
Luděk Pachman (ur. 11 maja 1924 w Bělá pod Bezdězem, zm. 6 marca 2003 w Pasawie) – niemiecki szachista i publicysta pochodzenia czeskiego, arcymistrz od 1954 roku.

## Życiorys
Był jednym z najwybitniejszych czeskich szachistów, siedmiokrotnie zdobywając tytuł mistrza Czechosłowacja (1946, 1953, 1957, 1959, 1961, 1963, 1966), jak również medal srebrny (1954) i brązowy (1952). Pomiędzy 1952 a 1966 rokiem ośmiokrotnie wystąpił na szachowych olimpiadach (w tym 5 razy na I szachownicy), dwukrotnie zajmując wraz z drużyną IV oraz trzykrotnie V miejsca. W roku 1957 zdobył w Wiedniu brązowy medal drużynowych mistrzostw Europy. Sześciokrotnie uczestniczył w turniejach międzystrefowych (eliminacji mistrzostw świata), w latach 1955 (w Göteborgu) oraz 1958 (w Portoroż) zajmując XI miejsca. 
Odniósł wiele sukcesów w międzynarodowych turniejach, zwyciężając w trzech turniejach strefowych (1951 Marianske Lazne, 1954 Praga i 1957 Dublin) oraz w Arbon (1949), Bukareszcie (1950), Sarajewie (1960 i 1961, turnieje Bosna), Grazu (1961), Atenach (1968, turniej Acropolis) i Reggio Emilii (1975/76).
W grudniu 1968 roku, po aneksji wojsk Układu Warszawskiego na Czechosłowację, został w nocy aresztowany i następnie osadzony w więzieniu, w którym był torturowany. W Wigilię Bożego Narodzenia roku 1969 lekarze poinformowali jego żonę, że mąż może nie przeżyć najbliższej nocy. Nie doszło do tego i w listopadzie 1972 roku Pachman wyemigrował do Republiki Federalnej Niemiec. W niedługim czasie dał się poznać jako aktywny działacz antykomunistyczny, popularność zdobywając dzięki częstym wystąpieniom w programach telewizyjnych. Po aksamitnej rewolucji w roku 1989 z powrotem otrzymał czeskie obywatelstwo, jednakże z powodu rozczarowania rządzącą elitą zrezygnował z niego w 1998 roku.
W barwach niemieckich wystąpił na olimpiadzie w Hajfie (1976, V m.) oraz w drużynowych mistrzostwach Europy w Moskwie (1977), gdzie zdobył złoty medal za najlepszy indywidualny wynik na V szachownicy. W 1978 roku triumfował w rozegranych w Bad Neuenahr mistrzostwach RFN.
Najwyższy ranking osiągnął 1 stycznia 1976 r., z wynikiem 2520 punktów dzielił wówczas 60-66. miejsce na światowej liście FIDE, jednocześnie dzieląc 4-5. miejsce wśród szachistów Republiki Federalnej Niemiec.

## Wybrane publikacje
- Checkmate in Prague: memoirs, Londyn 1975, ISBN 0-571-10395-2
- Meine 100 besten Partien und meine Probleme, Düsseldorf 1978, ISBN 3-7919-0175-3
- Moderne Schachstrategie (3 tomy), Düsseldorf 1975–1977
- Moderne Schachtaktik (2 tomy), Hamburg 1976–1978
- Moderne Schachtheorie (3 tomy), Berlin 1956
- Was in Prag wirklich geschah. Illusionen und Tatsachen aus der Ära Dubcek, Fryburg Bryzgowijski 1978, ISBN 3-451-07669-1